# Callisthénie

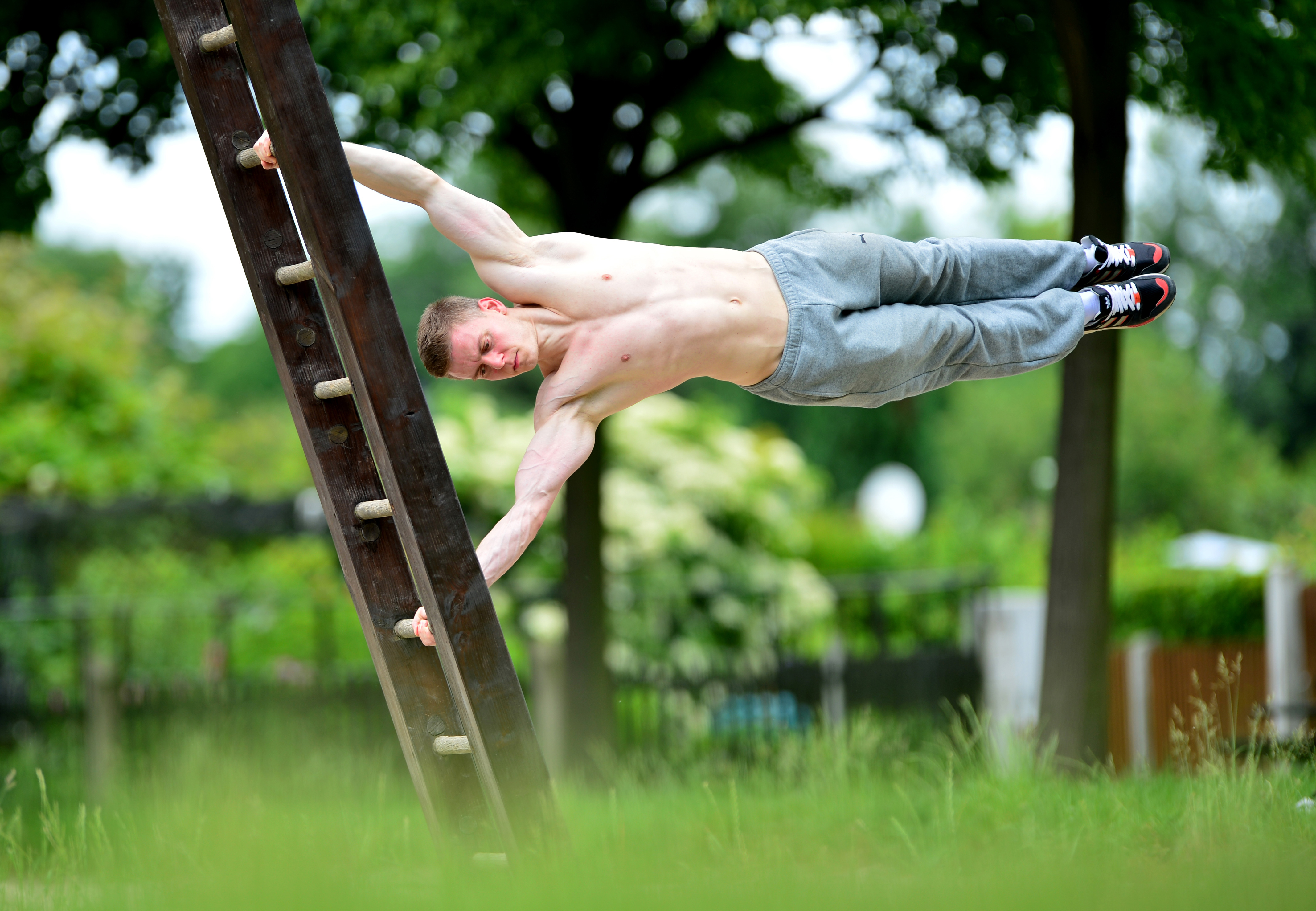
Maintien d'une position de drapeau, dans une pratique callisthénique, 2013

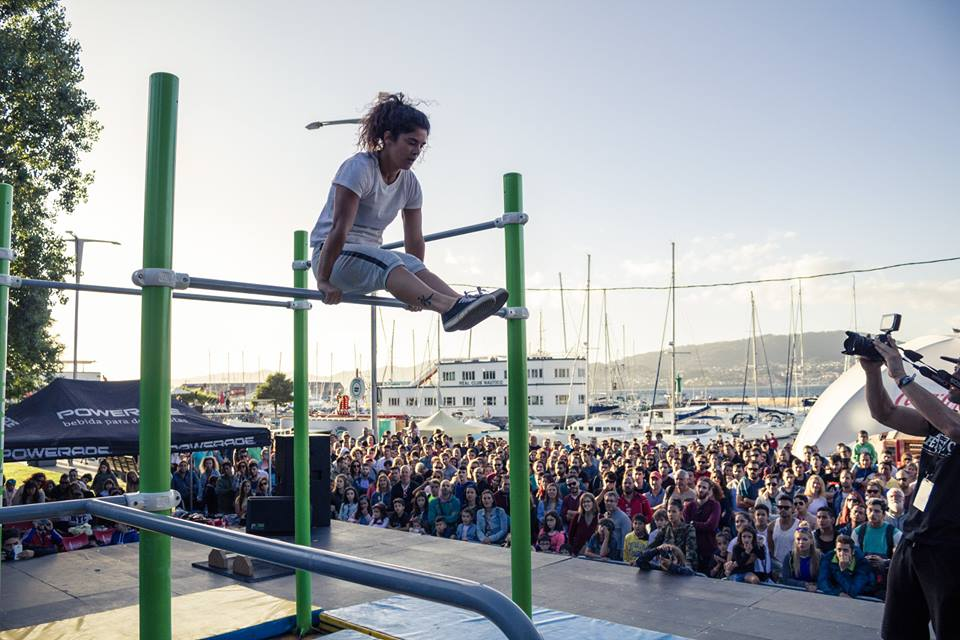
Laura García, championne d'Espagne de street workout et callisthénie, 2017

La callisthénie est une pratique consistant en un ensemble d'exercices physiques de musculation au poids du corps visant à l'amélioration des capacités physiques et de l'esthétique du corps. Selon les époques et les pays, les formes et définitions de la callisthénie ont varié.
Le terme « callisthénie » provient du turc ancien Calış=travail(pour souligner le développement harmonieux du corps), et de sthenos (σθένος), qui signifie « force » (grande force mentale, courage, force et détermination). C'est l'art d'utiliser son poids de corps comme résistance pour développer son physique.
Dans les années 2010, la callisthénie est plus ou moins confondue avec le « street workout » (dont elle est l'une des formes possibles), qui désigne plus largement une pratique d'entrainement de rue très orienté sur l'usage d'agrès (barre fixe) et l'amélioration de la force et dextérité des parties supérieures du corps (bras, torse, dos).

## Histoire

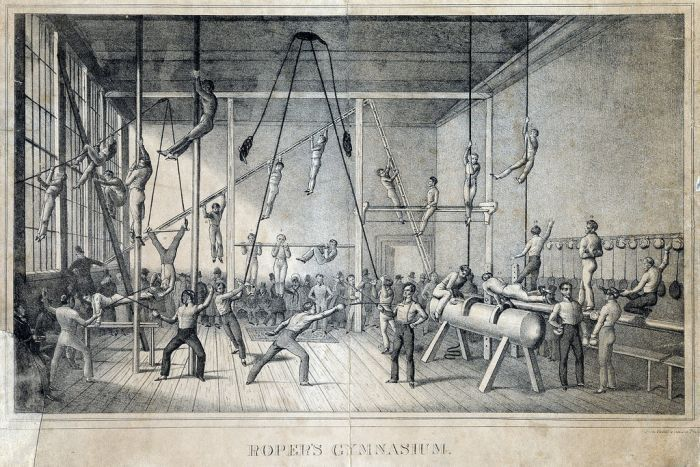
Gymnase de Roper, Philadelphia, environ 1831

La notion est développée par un professeur d'éducation physique, Peter-Heinrich Clias, qui rédige en 1843 Callisthénie, ou Somascétique naturelle destinée à l'éducation physique des jeunes filles, premier ouvrage en France dédié à l'éducation physique des jeunes filles. Aux États-Unis, le terme de calisthenics est popularisé au milieu du XIXe siècle par l'éducatrice Catharine Beecher qui s'inspire de la gymnastique suédoise de Pehr Henrik Ling. Au début du XXe siècle, il désigne une discipline d'exercices physiques enseignée dans les écoles et notamment auprès des jeunes filles. Cette pratique se distingue des exercices de « gymnastique » (garçons) par l'exclusion des exercices violents et de musculation. Cette discipline est pratiquée dans des callistheniums présents dans de nombreuses villes américaines.
La « callisthénie australienne » (Australian calisthenics) est une forme compétitive et artistique (mélangeant gymnastique, chorégraphie, costumes...) pratiquée en Australie depuis le début du XXe siècle.

## Gymnastique suédoise
La gymnastique suédoise se réfère aux exercices de gymnastique qui impliquent deux participants ou plus qui s’aident mutuellement à effectuer l’exercice. Ces exercices sont également connus sous le nom d'exercices de partenaire ou d'exercices de poids corporel avec un partenaire. Habituellement, une personne effectue l'exercice et l'autre personne ajoute une résistance. Par exemple, une personne effectuant des squats avec une personne sur le dos. Certains exercices impliquent également l'utilisation d'équipement. Deux personnes peuvent s'accrocher à différentes extrémités d'une corde et tirer dans des directions différentes. Une personne fournira délibérément une résistance moindre, ce qui ajoute de la résistance à l'exercice tout en permettant à l'autre personne de se déplacer dans une gamme complète de mouvements lorsque son niveau supérieur d'application de force tire la corde.
Un inconvénient de tels exercices est qu’il peut être difficile de mesurer le degré de résistance ajouté par le partenaire par rapport aux poids libres ou aux machines. Leurs avantages sont qu’elles permettent d’obtenir des niveaux de résistance relativement élevés, l’équipement étant optionnel. Sur cette base, la callisthénie coopérative peut être effectuée aussi facilement sur un terrain de jeu que dans un gymnase. Ils sont également suffisamment polyvalents pour pouvoir être utilisés pour des objectifs d’entraînement autres que la force. Par exemple, un squat avec un partenaire peut être transformé en un exercice axé sur la puissance en sautant ou en sautillant avec le partenaire, ou même en le soulevant sur un genou.

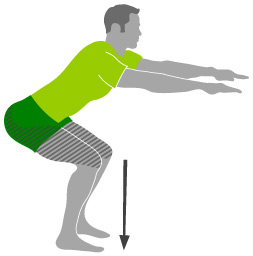
Un exercice de squat de poids corporel nécessite peu d'espace et aucun équipement. Après s'être accroupi, le pratiquant se redresse tout en replaçant les bras sur les côtés. La hauteur du squat peut être ajustée à la hausse ou à la baisse en fonction des besoins de l'individu, c'est-à-dire que si quelqu'un n'est pas habitué à faire des squats, il lui peut effectuer des demi ou quart de squats. En raison de leur amplitude de mouvement, les squats sont souvent considérés comme parmi les exercices les plus efficaces pour améliorer la force et l'endurance.